# Them (ウェブサイト)
Themは、2017年10月にPhillip Picardiが立ち上げたアメリカのオンラインLGBT雑誌である。オーナーはCondé Nast。報道対象としているのは、LGBTの文化、ファッション、政治などである。

## 歴史
2017年、当時『Teen Vogue』のディレクターだったPicardiは、Condé Nastのアートディレクターアナ・ウィンターに対して、同社がLGBTにフォーカスしたオンラインのメディア・プラットフォームを作成することを提案した。立ち上げ時の編集者には、Meredith Talusan、Tyler Ford、James Clarizioがいた。設立パートナーには、Burberry、Google、Lyft、GLAADが含まれる。
ウェブサイトの立ち上げ時には、サイトの名称について論争があり、一部の人は「他者化（othering）」するものだと考えた。サイト名は単数形の代名詞「them」に由来しており、ファッションの報道も含めてジェンダーニュートラルなアプローチを重視している。
Picardiは、雑誌『Out』の編集長として働き始めるために、2018年秋にThemとCondé Nastを離れた。2019年にWhembley Sewellが新しいエグゼクティブ・エディターに任命され、2021年10月には、Sarah Burkeが「Them」の新しいeditor-in-chiefになった。
2020年、「Them」は2つのバーチャルなプライドマンスイベントThemfestとOut Now Liveを開催した。Out Now Liveは2020年6月にバーチャルなゲイ・プライドイベントとして開催され、スピーチ、LGBTの歴史、音楽パフォーマンスなどが行われた。イベントはPitchforkとのコラボレーションにより制作された。